# Ponta do Sol
Ne doit pas être confondu avec Ponta do Sol (Cap-Vert) ou Ponta do Sol (Sao Tomé-et-Principe).
Ponta do Sol (prononcé en portugais : [ˈpõ.tɐ du ˈsɔɫ], qui signifie pointe du soleil) est une ville portugaise, située sur la côte sud de l'île de Madère.  Sa population est de 11 946 habitants.

## Transports
- Route de Calheta - Ribeira Brava - Câmara de Lobos - Funchal

## Géographie
- Localisation :
  - Latitude : 32,667 (32°40') N
  - Longitude : 17,1 (17°6') O
- Altitude : Océan Atlantique

Ponta do Sol a une école, un lycée, un gymnase, des banques, un petit port et une place (praça).

## Paroisses
| Paroisse        | Population | Superficie | Densité   | Altitude         | Location                              |
| --------------- | ---------- | ---------- | --------- | ---------------- | ------------------------------------- |
| Canhas          | 3 214      | 13,3 km²   | 241,7/km² | Océan Atlantique | 32,6833 (32°40') N 17,11667 (17°7') W |
| Madalena do Mar | 687        | 2,3 km²    | 298,7/km² | Océan Atlantique | 32,6833 (32°41') N 17,133 (17°8') W   |
| Ponta do Sol    | 4 224      | 28,2 km²   | 149,8/km² | Océan Atlantique | 32,667 (32°40') N 17,1 (17°6') W      |